# Тит Отацилий Красс (претор)
Тит Отаци́лий Красс (лат. Titus Otacilius Crassus; около 265 — 211 годы до н. э.) — римский военачальник и политический деятель из плебейского рода Отацилиев, претор 217 и 214 годов до н. э. Был наместником провинции Сицилия, командовал флотом во Второй Пунической войне, дважды неудачно претендовал на консулат (в 215 и 211 годах до н. э.).

## Биография
Тит Отацилий принадлежал к плебейскому роду, происходившему из Беневента. В начале III века до н. э. Отацилии породнились с патрициями Фабиями и благодаря этому смогли перебраться в Рим, где вошли в состав нобилитета. Тит был сыном консула 261 года до н. э. того же имени. Плутарх упоминает брата Марка Клавдия Марцелла по имени Отацилий, которого исследователи отождествляют с Титом-младшим. Поскольку отец Марцелла не упоминается в источниках, существует предположение, что он умер молодым, а Тит Отацилий-старший женился на его вдове. В этом случае Красс был единоутробным братом Марцелла. Согласно другим версиям, речь идёт о двоюродных братьях, либо Красс был Марцеллом по рождению, усыновлённым Титом Отацилием.
Сторонники гипотезы о единоутробных братьях датируют рождение Тита Отацилия приблизительно 265 годом до н. э., поскольку Марцелл родился около 270 года. Согласно Плутарху, Красс участвовал вместе с братом в боевых действиях на Сицилии во время Первой Пунической войны, и в одной схватке Марцелл спас ему жизнь. Речь может идти о кампании 246 года до н. э., в которой римской армией командовал консул этого года Маний Отацилий Красс, дядя Тита. Последнему тогда было около 20 лет.
Известно, что к 215 году до н. э. Тит Отацилий был женат на дочери сестры Квинта Фабия Максима (впоследствии Кунктатора), и в этом браке на тот момент уже были дети. Видимо, именно благодаря столь близкому родству с Фабием и Марцеллом, двумя самыми видными военачальниками первого этапа Второй Пунической войны, Красс смог сделать карьеру. К 218 году до н. э. он был членом сразу двух самых престижных жреческих коллегий — авгуров и понтификов, а в 217 году до н. э. получил претуру.
В то время в Италии шла война с Ганнибалом. Тит Отацилий, получивший в управление Сицилию, ещё находился в Риме, когда пришло известие о поражении у Тразименского озера. После этого началась диктатура Квинта Фабия, первым делом объявившего о ряде религиозных нововведений и принёсшего обет построить храм Венере Эруцинской; Красс поддержал родственника обетом о храме Уму. Затем он отправился в свою провинцию и в Лилибее принял командование над флотом у консула Гнея Сервилия Гемина. Корабли отправились в Остию под началом легата Луция Цинция, а Красс остался в Сицилии, которой управлял следующие семь лет; при этом он занимался главным образом гражданскими делами.
В 215 году до н. э. Тит Отацилий выдвинул свою кандидатуру в консулы. В ходе голосования стало ясно, что он побеждает в паре с патрицием Марком Эмилием Региллом, когда вмешался Квинт Фабий, бывший тогда действующим консулом. Последний раскритиковал кандидатов (в частности, Красса он обвинил в полной некомпетентности в военных вопросах) и потребовал повторного голосования по первой трибе. В ходе этого конфликта между аристократическими семьями был достигнут вынужденный компромисс: консулами стали сам Квинт Фабий и Марцелл, а Отацилий во второй раз получил претуру. Согласно одной из гипотез, это была победа партии «аграриев-консерваторов».
В последующие годы Тит Отацилий продолжал охранять сицилийское побережье от карфагенского флота и совершать набеги на Африку. В 211 году до н. э., не приезжая в Рим, он опять стал соискателем консульской должности, на этот раз в паре с Титом Манлием Торкватом; он снова лидировал во время голосования, но Торкват в решающий момент взял самоотвод из-за глазной болезни, и консулами стали Марцелл и Марк Валерий Левин. Вскоре после этих выборов в Рим пришло известие, что Тит Отацилий умер.
Имя жены Тита Отацилия, племянницы Квинта Фабия Максима, источники не называют. В 215 году до н. э. у этой пары были дети, которые больше нигде не упоминаются. Со смертью Тита оборвался расцвет рода Отацилиев.